# Jüdischer Friedhof (Schlangen)
Der Jüdische Friedhof liegt an der Gartenstraße in der Gemeinde Schlangen im Kreis Lippe in Nordrhein-Westfalen. Er befindet sich auf einer kleinen Anhöhe unter altem Baumbestand und umfasst 2219 m². Auf dem Friedhof wurden Juden aus Schlangen und Haustenbeck bestattet. Am 15. Dezember 1992 wurde er in die Denkmalliste der Gemeinde Schlangen eingetragen.

## Geschichte
Bei einer Aufnahme im Jahr 1697 lebten in Schlangen nur sieben Juden, die alle einer Familie angehörten, welche sich dort etwa 1675 niedergelassen hatte. Bis Mitte des 18. Jahrhunderts erhöhte sich die Zahl der Familien auf vier. Wo die Juden zu dieser Zeit ihre Toten bestatteten, ist nicht bekannt. Ebenso lässt sich der jüdische Friedhof in Schlangen nicht genau datieren: Moritz Rülf schrieb 1937 in seiner „Denkschrift über die von mir besichtigten Synagogen und Friedhöfe der Gemeinden des Landesverbandes in Lippe“, dass er wohl weit über 100 Jahre sei. Neuere Quellen nennen eine Zeit um 1830.
1933 lebten in Schlangen 25, in Haustenbeck weitere fünf jüdische Mitbürger. Viele verließen in den kommenden Jahren den Ort, emigrierten teilweise nach England, Holland, Argentinien, Frankreich oder in die USA. Die Zurückgebliebenen wurden deportiert, und so war Schlangen im März 1942 „judenfrei“. Als einziger kehrte Robert Levi, der am 30. März 1942 nach Warschau verschleppt wurde, nach dem Krieg nach Schlangen zurück.
Von den Grabsteinen sind noch 33 erhalten, davon zwei neueren Datums. Die letzte Bestattung erfolgte im Jahr 2007. 1963 wurde auf dem Friedhof ein Denkmal eingeweiht. Es trägt die Inschrift „Den jüdischen Opfern des Nationalsozialismus der Gemeinde Schlangen“.